# 任沢区
任沢区（にんたく-く）は中華人民共和国河北省邢台市に位置する市轄区。

## 歴史
春秋時代の晋により設置された任邑を前身とする。漢代に任県が設置された。556年（天保7年）に北斉により廃止され、管轄区域は南和県に編入されたが、596年（開皇16年）に隋代により再び設置、607年（大業3年）に廃止された。唐代が成立すると621年（武徳4年）に再び設置された。宋代にも1072年（熙寧5年）に廃止され南和県に統合されたが、1087年（元祐2年）に再び設置、元代にも1265年（至元2年）に廃止されたが間もなく再び設置された。
1958年に廃止となり巨鹿県に編入されたが、1961年に再び設置された。2020年6月23日に市轄区の任沢区に改編された。

## 行政区画
- 鎮:任城鎮、邢家湾鎮、辛店鎮、天口鎮、西固城鎮
- 郷:永福荘郷、大屯郷、駱荘郷